# Keelatud maa
«Keelatud maa» (en estonio: ‘tierra prohibida’) es la canción con la cual participó Estonia el año 1997 en el LII Festival de la Canción de Eurovisión, en Dublín, Irlanda. La canción fue interpretada por Maarja-Liis Ilus, quien ya había participado el año anterior en el mismo concurso junto a Ivo Linna interpretando «Kaelakee hääl». Participó como la canción número 13 de un total de 25 países participantes, y ganó 82 puntos, quedando en octava posición.
El director de orquesta fue Tarmo Leitamm, el creador de la letra «Kaari Sillamaa» y el compositor de la canción «Harmo Kallaste».
La canción va sobre una joven que habla sobre cómo su supuesto amante, a quien se refiere en segunda persona, no la tiene en cuenta, diciendo que ni la oye ni le hace caso, poniéndole barreras a la relación. Por este motivo, la mujer compara esto como si fuera una tierra prohibida.
- Datos: Q3744289